# Денеж Віталій Насонович
Віталій Насонович Денеж (нар. 10 січня 1949) — український радянський футболіст, захисник.

## Біографія
В елітному радянському дивізіоні захищав кольори київського «Динамо» і дніпропетровського «Дніпра». всього провів 24 матчі. Більшу частину футбольної кар'єри провів у складі запорізького «Металурга», команди першої ліги. Також грав за сімферопольську «Таврію» і «Авангард» з Ровно.

## Статистика
| Сезон                | Команда              | Чемпіонат            | Чемпіонат | Чемпіонат | Кубок | Кубок |
| Сезон                | Команда              | Ліга                 | Ігри      | Голи      | Ігри  | Голи  |
| -------------------- | -------------------- | -------------------- | --------- | --------- | ----- | ----- |
| 1969                 | «Динамо»             | Д-1                  | 1         | 0         | —     | —     |
| 1970                 | «Динамо»             | Д-1                  | 6         | 0         | 3     | 0     |
| 1971                 | «Металург»           | Д-2                  | 41        | 2         | 4     | 0     |
| 1972                 | «Дніпро»             | Д-1                  | 17        | 1         | 4     | 0     |
| 1973                 | «Металург»           | Д-2                  | 2         | 0         | —     | —     |
| 1974                 | «Металург»           | Д-2                  | 34        | 0         | 2     | 0     |
| 1975                 | «Металург»           | Д-2                  | 36        | 0         | 2     | 0     |
| 1976                 | «Металург»           | Д-2                  | 32        | 2         | 2     | 0     |
| 1977                 | «Металург»           | Д-2                  | 31        | 4         | 2     | 1     |
| 1978                 | «Металург»           | Д-2                  | 9         | 0         | 2     | 0     |
| Усього за «Металург» | Усього за «Металург» | Усього за «Металург» | 185       | 8         | 17    | 1     |
| 1979                 | «Таврія»             | Д-2                  | 24        | 0         | —     | —     |
| 1979                 | «Авангард»           | Д-3                  | 15        | 0         | —     | —     |
| Усього за кар'єру    | Усього за кар'єру    | Д-2                  | 209       | 8         | 21    | 1     |
| Усього за кар'єру    | Усього за кар'єру    | Д-1                  | 24        | 1         | 21    | 1     |